# پلی‌اتیلن ترفتالات
پلی‌اتیلن ترفتالات (به انگلیسی: Polyethylene terephthalate) با فرمول شیمیایی n (C۱۰H۸O۴) یک ترکیب شیمیایی است. پلی اتیلن ترفتالات که معمولاً به اختصار PET , PETE یا PETP یا PET-P نوشته می‌شود، رایج‌ترین رزین پلیمری ترموپلاستیک از خانواده پلی استر است و در الیاف لباس، ظروف مایعات و مواد غذایی، و ترموفرمینگ برای تولید، و در ترکیب با الیاف شیشه برای رزین‌های مهندسی کاربرد دارد.

## سنتز
PET مانند تمامی پلیمرهای دیگر طی واکنش پلیمریزاسیون (بسپارش) تولید می‌شود. فرایند تهیه این کوپلیمر شامل بسپارش اتیلن گلیکول و ترفتالیک اسید است.